# نابلي إلي الأبد
نابلي إلى الأبد (بالإنجليزية: Nappily Ever After) فيلم كوميدي رومانسي أمريكي عام 2018 من إخراج هيفاء المنصور وكتبه آدم بروكس وسيي مارسيلوس. ويستند على الرواية التي تحمل نفس الاسم من قبل تريشا ر . توماس. الفيلم من تمثيل سانا لاثان، إيرني هدسون، لايريك بنت، لين وايتفيلد، ريكي ويتل وكاميل غواتي.
تم إصدار الفيلم في 21 سبتمبر 2018 بواسطة نتفليكس.

## الطاقم
- سانا لاثان بدور فيوليت جونز
- إيرني هدسون بدور ريتشارد جونز
- لايريك بنت بدور ويل رايت
- لين وايتفيلد بدور بوليت جونز
- ريكي ويتل بدور كلينت كونراد
- كاميل غواتي بدور ويندي
- Brittany S. Hall بدور ناتاشا
- داريا جونز بدور زوي رايت
- بوف ذا دوق بدور لولا

## الإصدار
تم إصدار الفيلم في 21 سبتمبر 2018.

## روابط خارجية
- نابلي إلي الأبد على موقع IMDb (الإنجليزية)
- نابلي إلي الأبد على موقع روتن توميتوز (الإنجليزية)
- نابلي إلي الأبد على موقع نتفليكس (الإنجليزية)
- نابلي إلي الأبد على موقع ألو سيني (الفرنسية)
- نابلي إلي الأبد على موقع فيلمافينيتي (الإسبانية)
- نابلي إلي الأبد على موقع قاعدة بيانات الفيلم (الإنجليزية)
- نابلي إلي الأبد على موقع ليتربوكسد (الإنجليزية)
- نابلي إلي الأبد على موقع كينوبويسك (الروسية)

- نابلي إلي الأبد  في قاعدة بيانات الأفلام على الإنترنت (بالإنجليزية)